# Mort inversé
Au bridge, le mort inversé est un plan de jeu du déclarant consistant à inverser la main de base, en prenant pour telle non pas la main la plus longue à l'atout mais la plus courte.
Le plan de jeu est :
- au début du coup: couper plusieurs fois de la main longue afin d'atteindre suffisamment de levées de coupe + levées d'atout naturelles;
- au milieu du coup, le mort doit avoir conservé davantage d'atouts que la main du déclarant, afin de tirer les derniers atouts : on tire alors les derniers atouts;
- à la fin du coup, on encaisse les levées naturelles hors atout.

Le mort inversé ne fonctionne donc qu'à condition d'avoir suffisamment d'entrées au mort.
Exemple :
| ♠   | A R D     |
| ♥   | 6 5 4     |
| ♦   | A 4 3 2   |
| ♣   | A 8 5     |
| N S |           |
| ♠   | V 6 5 4 3 |
| ♥   | 7 3 2     |
| ♦   | 6         |
| ♣   | R D 4 3   |

Sud joue 4♠ sur entame ♦.
Le déclarant a 9 levées de tête, et envisage différents plans de jeu :
- couper de la main courte (Nord): n'est pas possible;
- il envisage la Manœuvre de Guillemard: jouer 2 fois atout, puis tirer les ♣ en espérant que les ♣ soient répartis 3-3 ou que la main de flanc qui a 3 atouts ait également 4 cartes à ♣, ce qui permettrait de couper le 4e ♣. La probabilité de cette répartition est inférieure à 40%, et si le flanc coupe un ♣, il encaisse immédiatement 3 levées à ♥, d'où la chute;
- mais le mort inversé fonctionne à condition de répartitions à peu près régulières des différentes couleurs: le déclarant prend l'entame, coupe un ♦, revient au mort à ♠, coupe un ♦, revient au mort à ♣, coupe le dernier ♦ avec le V♠, tire encore 2 tours d'atout puis encaisse ses derniers ♣.